# Monasterio de Rača

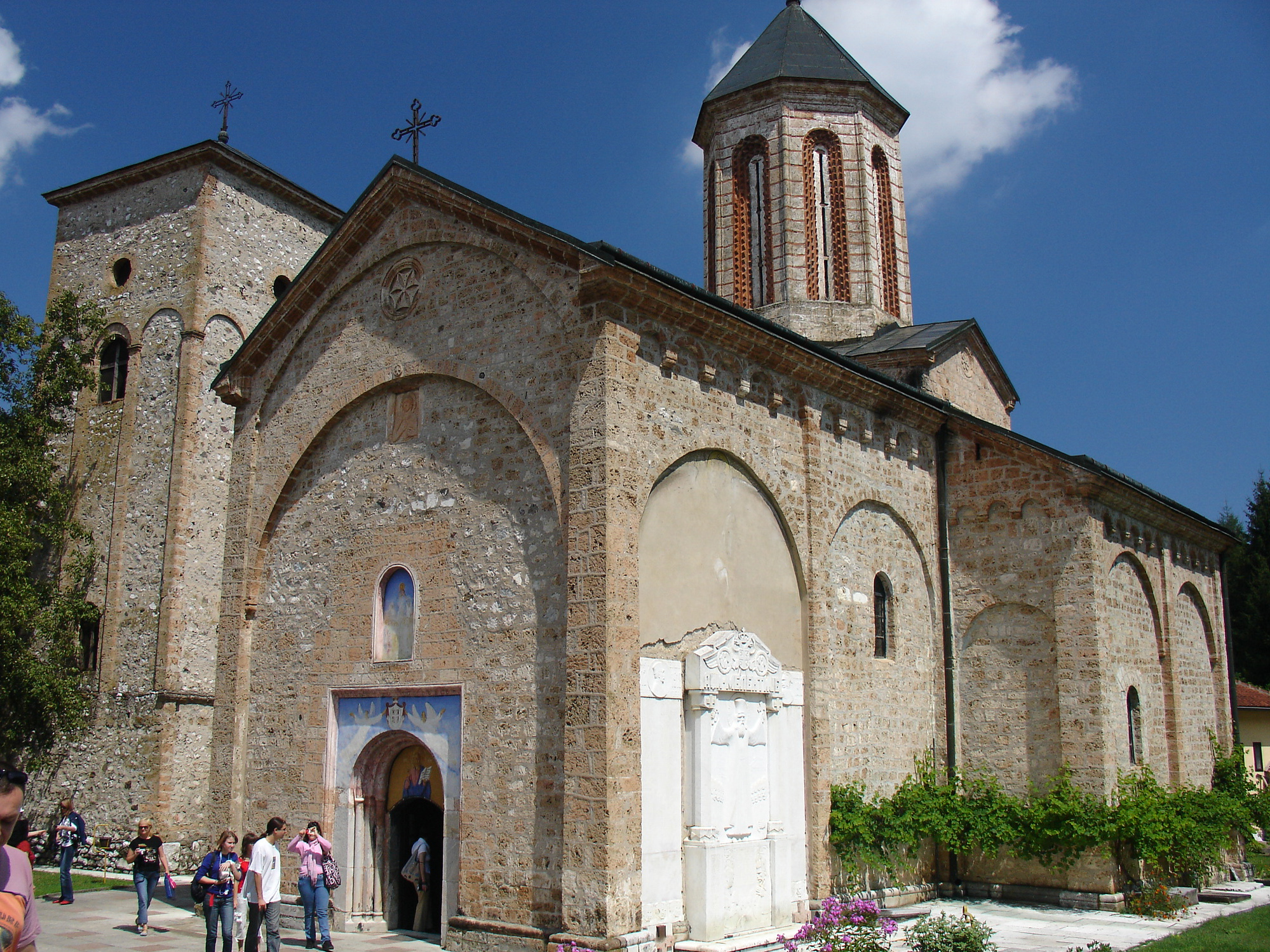
El monasterio de Rača.

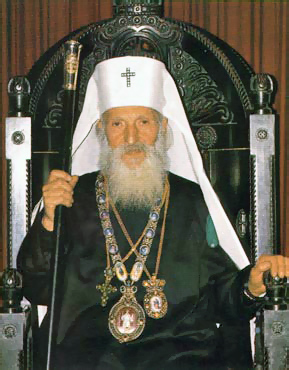
El Patriarca Pablo II, que fue monje en el monasterio de Rača.

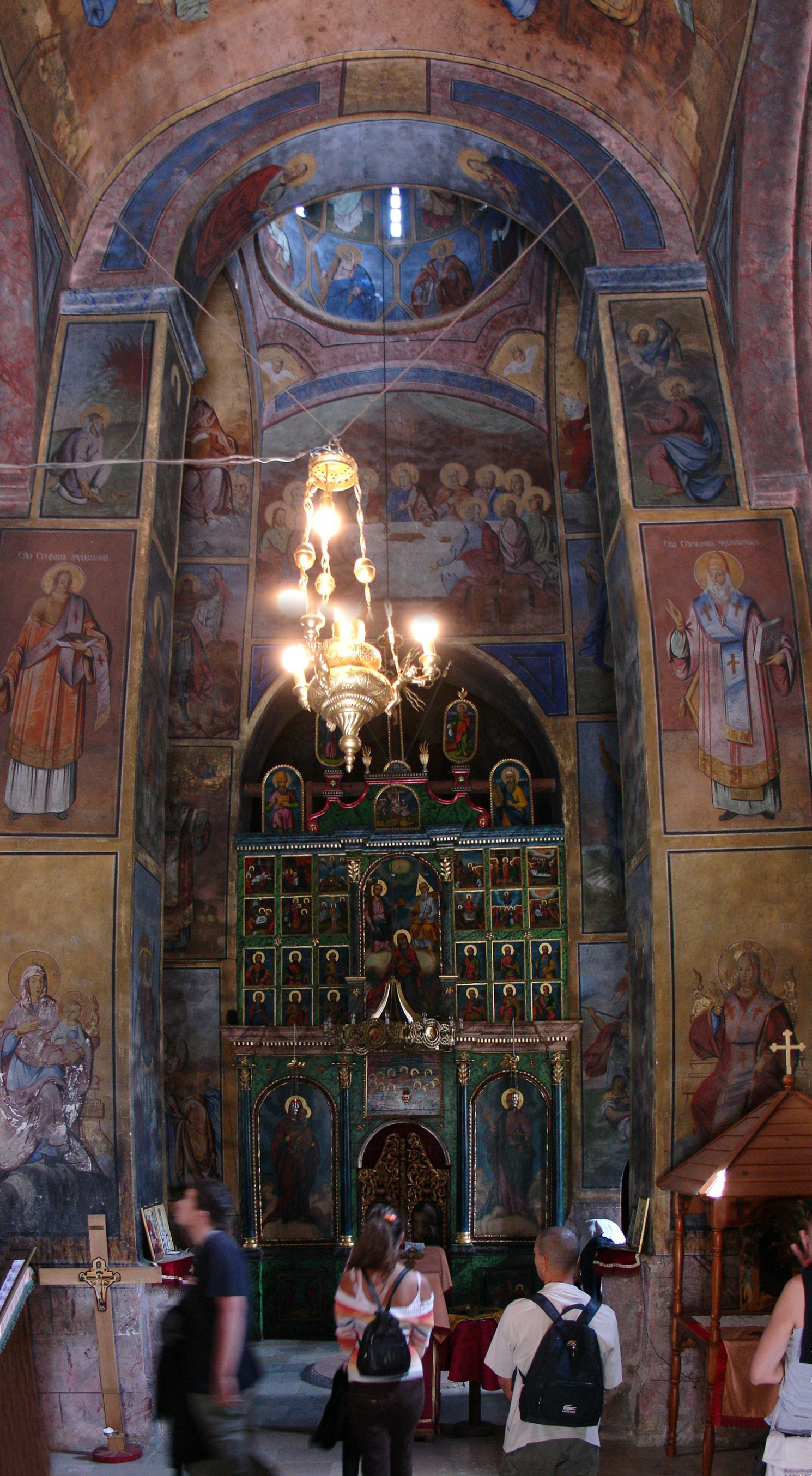
Interior del monasterio.

El monasterio de Rača (en serbio cirílico Манастир Рача y en serbio latínico Manastir Rača) es un monasterio ortodoxo serbio cercano al pueblo de Rača y 7 km al sur de Bajina Bašta.
El monasterio de Rača fue fundado por el rey Stefan Dragutin (1276-1282). La actual iglesia, dedicada a la la Ascensión de Cristo, data de 1826.

## Historia
Durante el período turco de la historia de Serbia del siglo XIV a comienzos del XIX, el monasterio fue conocido por su scriptorium, que realizó copias de libros religiosos, los monjes copistas de Rača son conocidos en la literatura serbia bajo el nombre de "račenses".
Durante la guerra austro-turca de 1683-1699, muchos serbios dieron su apoyo a los austríacos en la revuelta contra los otomanos, que gobernaban sobre su país. Después de su derrota en la batalla de Kačanik en 1689, los austríacos se retiraron hacia el norte; sus aliados serbios, víctimas de las represalias otomanas, iniciaron lo que se llamó la Gran Migración conducidos por el Patriarca Arsenije Čarnojević en (1690). Los monjes de Rača abandonaron el monasterio. Algunos de ellos se refugiaron en Budapest, donde fundaron el monasterio de San Andrés que se convirtió en uno de los más importantes centros de la cultura serbia en Hungría, y otros, se establecieron en Sirmia en las colinas Fruška Gora, en monasterios, tales como el de Beočin o el de Mala Remeta. Allí perpetuaron su labor de copistas. Entre los más conocidos de ellos se encuentran Jerotej Račanin, Kiprijan Račanin y Gavril Stefanović Venclović.
Destruido por los turcos, el monasterio de Rača fue renconstruido en 1795 por Hadži Milentije Stefanović (1766–1824), abad del monasterio que fue también uno de los jefes de la primera insurrección serbia contra los turcos (1804–1813) y que participó en la liberación de la ciudad de Užice. La bandera de Hadži Milentija, que data de 1807, aún se conserva hoy en día en el monasterio.
Durante la Segunda Guerra Mundial, el monasterio de Rača albergó el célebre Evangelio de Miroslav, un manuscrito del siglo XII hoy día conservado en el Museo Nacional de Belgrado, inscrito en el año 2005 en la lista de la Memoria del Mundo de la UNESCO.
Según la tradición, el rey Pedro II de Yugoslavia pasó allí la noche, cuando tuvo que huir de Belgrado en 1941. El Patriarca de la Iglesia Ortodoxa Serbia, Pablo II, fue monje en Rača.